# Jonas Ernelind
Hans Jonas Ernelind, född 31 mars 1976 i Göteborg, död 25 februari 2011, var en svensk handbollsspelare. Han var vänsterhänt och spelade i anfall som högersexa. I Sveriges landslag delade han position med Johan Petersson under slutet av 1990-talet och början av 2000-talet i "Bengan Boys"-generationen. Han fick ofta förtroendet vid straffkast i avgörande lägen.

## Karriär
Jonas Ernelind började och avslutade sin karriär i det svenska klubblaget IK Sävehof och var däremellan proffs i THW Kiel, VfL Bad Schwartau och HSV Hamburg. Som landslagsspelare gjorde han 104 landskamper. Han blev Stor Grabb.
Jonas Ernelind avled den 25 februari 2011 i malignt melanom.

## Meriter
- VM-silver 2001 i Frankrike
- EM-guld 2002 i Sverige
- Svensk mästare 2005 med IK Sävehof